# Will Payne (Schauspieler)
Will Payne (* 19. Juni 1989 in Bristol, Somerset) ist ein britischer Schauspieler.

## Leben
Will Payne wuchs im westenglischen Bath, Somerset, auf. Er ist der jüngere Bruder von Tom Payne, der ebenfalls als Schauspieler aktiv ist. Er besuchte die Kingswood-School, bevor er an die Royal Academy of Dramatic Art wechselte, die er im Jahr 2009 abschloss. 
Sein Schauspieldebüt gab er 2011 in einer Episode der Jugendsitcom Summer in Transylvania. Im Jahr 2012 erschien er in dem Spielfilm Elfie Hopkins als  Elliot Gammon. Im selben Jahr spielte er George Harrison in der Theaterproduktion Backbeat, die vom fünffachen Tony-Award-Nominierten David Leveaux inszeniert wurde. Seit Januar 2013 war er als Tony Travers in der ITV-Fernsehserie Mr Selfridge zu sehen. Ebenfalls 2013 ersetzte er Anton Yelchin als Charley Brewster in der Fortsetzung zu Fright Night, Fright Night 2 – Frisches Blut. 2018 war er in der Fernsehserie Humans zu sehen.

## Filmografie (Auswahl)
- 2011: Summer in Transylvania (Fernsehserie, Episode 1x14)
- 2012: Elfie Hopkins
- 2013: Mr Selfridge (Fernsehserie, 8 Episoden)
- 2013: Fright Night 2 – Frisches Blut (Fright Night 2: New Blood)
- 2013: Der Abenteurer – Der Fluch des Midas (The Adventurer: The Curse of the Midas Box)
- 2014: The Red Tent (Miniserie, 1 Episode)
- 2017: Der junge Inspektor Morse (Endeavour, Fernsehserie, 1 Episode)
- 2018: Humans (Fernsehserie, 7 Episoden)